# Албендазол
Албендазол е бензимидазолов препарат с антихелминтно действие. Притежава сравнително широкоспектърно действие. Въздейства както върху млади, така и върху зрели форми на стомашно-чревни и белодробни паразити – нематоди, трематоди и цестоди. Повлиява и яйцата на стомашно-чревните паразити и тези на Fasciola hepatica. Използва се с профилактична и лечебна цел.